# Giro dell'Umbria 1982
Il Giro dell'Umbria 1982, quarantunesima edizione della corsa, si svolse il 7 agosto 1982 su un percorso di 227 km. La vittoria fu appannaggio dell'italiano Gianbattista Baronchelli, che completò il percorso in 5h22'30", precedendo i connazionali Emanuele Bombini e Giovanni Mantovani.
I corridori che presero il via furono 105, mentre coloro che tagliarono il traguardo furono 37.

## Ordine d'arrivo (Top 10)
| Pos. | Corridore                | Squadra              | Tempo    |
| ---- | ------------------------ | -------------------- | -------- |
| 1    | Gianbattista Baronchelli | Bianchi-Piaggio      | 5h22'30" |
| 2    | Emanuele Bombini         | Hoonved-Bottecchia   | a 12"    |
| 3    | Giovanni Mantovani       | Famcucine-Campagnolo | a 1'25"  |
| 4    | Leonardo Natale          | Del Tongo-Colnago    | s.t.     |
| 5    | Bruno Leali              | Inoxpran             | a 1'35"  |
| 6    | Marino Amadori           | Famcucine-Campagnolo | s.t.     |
| 7    | Alfio Vandi              | Selle San Marco      | s.t.     |
| 8    | Guido Bontempi           | Inoxpran             | s.t.     |
| 9    | Claudio Corti            | Sammontana-Benotto   | s.t.     |
| 10   | Alfredo Chinetti         | Inoxpran             | s.t.     |